# Kelle Lipót
Kelle Lipót (Pamuk, 1762. – 1819. január 18.) piarista áldozópap és tanár.

## Életútja
Bölcseleti tanulmányait bevégezvén, 1779. november 17-én a kecskeméti újoncnövendékek közé vették fel. 1790-ben miséspappá szentelték föl. Tanár volt Debrecenben, Veszprémben, Keszthelyen és Nyitrán, ahol 1800-tól 1817-ig a gimnázium igazgatása ruházták rá. 1808-ban Kluch Józsefet a püspöki székbe iktatásakor szónoklattal üdvözölte; ekkor annyira megnyerte a püspök kegyét, hogy a székesegyházi káptalan által fölkéretett egyházi szónoklatok tartására, mely hivatásnak aztán meg is felelt. Nyitráról Veszprémbe rendelték, hogy a gimnázium igazgatása mellett a házfőnöki tisztet is vigye.
Még újonc éveiben több latin és magyar verset írt; egyes alkalmi költeményei, Csősz szerint, külön is megjelentek, talán névtelenül.

## Műve
- Az embernek az Istennel való üdvösséges és kellemetes társalkodása. Nagyszombat, 1798. (Ezen munkát Fuchs Ferencz nyitrai püspökbuzdítására fordította és annak költségén adta ki.